# Eugene O'Neill
Eugene Gladstone O'Neill (New York, 16 oktober 1888 – Boston (Massachusetts), 27 november 1953) was een Amerikaans toneelschrijver. In 1936 ontving hij de Nobelprijs voor Literatuur.

## Biografie
Eugene was de zoon van de beroemde toneelspeler James O'Neill, die uit Ierland afkomstig was. Tot zijn zevende bracht hij zijn jeugd door in treinen en theaters; tussendoor werd hij toevertrouwd aan een Schotse huishoudster. Zijn middelbare opleiding kreeg hij op kostscholen. In 1906 begon hij aan de universiteit van Princeton. Na een jaar brak hij zijn studie af, mogelijk omdat hij een bierfles door het raam van professor Woodrow Wilson (de toekomstige president) had gegooid.
Hij trad in dienst bij een verzendhandel in snuisterijen, had een kortstondig huwelijk met Kathleen Jenkins, die hem in 1910 een zoon Eugene schonk. Daarna was hij jager in Honduras, secretaris van zijn vader, matroos op de wilde vaart, acteur in het gezelschap van zijn vader en journalist. In 1912 kreeg hij tuberculose, werd opgenomen in een sanatorium en daarna nam hij zijn intrek bij een Engelse familie in Provincetown. 
Daar begon hij met het schrijven van eenakters, avondvullende stukken en gedichten. In 1915-1916 verbleef hij tussen de anarchisten en radicalen van Greenwich Village in New York. Tussen 1916 en 1946 verschenen er 35 korte en lange drama's van hem. 
In 1918 trad hij in het huwelijk met de jonge Engelse schrijfster Agnes Boulton Bourton met wie hij een zoon kreeg, Shane, en een dochter, Oona. Dochter Oona trouwde met Charlie Chaplin: zij was net 18 en Chaplin 54. Ze kregen acht kinderen, onder wie drie zoons: Christopher, Eugene en Michael Chaplin, en vijf dochters: Geraldine (eveneens een bekend actrice), Josephine, Jane, Victoria en Annette-Emilie Chaplin.
Eugene O'Neill verbleef in 1925, 1926 en 1927 op de Bermuda's, in Europa en het Nabije Oosten. Daarna trouwde hij voor de derde keer, nu met de gewezen actrice Carlotta Monterey, met wie hij op een kasteel bij Tours ging wonen en daarna vooral in San Francisco en New York. 
In de jaren 30 begon hij aan de ziekte van Parkinson te lijden, waardoor hij steeds minder in staat was om te schrijven. Hij stierf op 65-jarige leeftijd in november 1953.

## Oeuvre
De werken van O'Neill kunnen worden ingedeeld in 4 perioden:
1. De eerste episode is die van zijn korte stukken van de zee. Het is overwegend beginnelingenwerk vol moord en doodslag, dronkenmanstaal en krachttermen. Alleen Bound East for Cardiff uit 1914 kreeg meer waardering.
2. De tweede periode loopt van 1920 tot 1932 en wordt gekenmerkt door de invloed van het surrealisme en symbolisme van August Strindberg. Hoogtepunt is Desire under the elms uit 1924, een spel van hartstochten in een kille omgeving.
3. In de derde periode van 1932 tot 1939 wendt O'Neill zich tot de Griekse mythologie om de strijd op leven en dood tussen goed en kwaad uit te werken. Belangrijkste stuk is de trilogie Mourning becomes Electra dat speelt in de noordelijke staten van Amerika na de burgeroorlog.
4. In de slotfase vanaf 1939 schreef hij nog een aantal toneelstukken over zijn eigen leven, o.a. The Iceman Cometh uit 1939.

## Werken (selectie)

### Eenakters
The Glencairn Plays, alle over personen op het fictionele schip Glencairn:
- Bound East for Cardiff (Met bestemming voor Cardiff) 1913-1914
- In The Zone (In de zone) 1916-1917
- The Long Voyage Home (De lange thuisreis) 1916-1917
- Moon of the Caribbees 1916 - 1917

Andere eenakters:
- The Web 1913
- A Wife for a Life 1913
- Fog 1913-1914
- Thirst 1913-1914
- Abortion 1914
- The Sniper 1914-1915
- Before Breakfast 1916
- The Movie Man 1916
- Ile (Traan) 1916-1917

### Toneelstukken
- Beyond the Horizon, 1920 - Pulitzer Prize (Achter de horizon)
- The Emperor Jones, 1920 (Keizer Jones)
- The Straw, 1918-1919
- Diff'rent, 1920 (Anders)
- The First Man, 1921
- The Hairy Ape, 1917-1921
- Anne Christie, 1921 - Pulitzer Prize 1922
- The Fountain, 1921-1922
- The Spook Sonata, 1923
- Marco Millions 1923-25
- All God's Chillun Got Wings 1924
- Welded, 1922-1923
- Desire Under the Elms, 1925 (Liefde onder de olmen)
- Lazarus Laughed, 1925-26
- The Great God Brown, 1925
- Strange Interlude, 1928 - Pulitzer Prize (Vreemd tussenspel)
- Dynamo, 1928
- Mourning Becomes Electra, 1929- 1931 (Rouw siert Electra)
- Ah, Wilderness!, 1932 (Liefde in 1906)
- Days Without End, 1931-1934
- The Iceman Cometh, geschreven 1939, gepubliceerd 1940, eerste opvoering 1946 (De ijsman komt)
- Hughie, geschreven 1941, eerste opvoering 1959
- Long Day's Journey Into Night, geschreven 1941, eerste opvoering 1956 - Pulitzer Prize 1957 (Tocht naar het duister)
- A Moon for the Misbegotten, geschreven 1941-1943, eerste opvoering 1947 (Een maan voor de misdeelden)
- A Touch of the Poet,1935-1940, eerste opvoering 1958 (Een vleug van de dichter)
- More Stately Mansions, tweede versie gevonden O'Neills nagelaten werk, eerste opvoering 1967
- The Calms of Capricorn, gepubliceerd in 1983

### Ander werk
- The Last Will and Testament of An Extremely Distinguished Dog, 1940

### Over Eugene O’Neill
- Bogard, Travis, ed. Eugene O'Neill: Complete Plays 1913-1920 (Library of America, 1988) ISBN 978-0-940450-48-6
- Bogard, Travis, ed. Eugene O'Neill: Complete Plays 1920-1931 (Library of America, 1988) ISBN 978-0-940450-49-3
- Bogard, Travis, ed. Eugene O'Neill: Complete Plays 1932-1943 (Library of America, 1988) ISBN 978-0-940450-50-9
- Floyd, Virginia. (editor) (1979). Eugene O'Neill: A World View. Frederick Unger. ISBN 0-8044-2204-4.
- Floyd, Virginia. (1985). The Plays of Eugene O'Neill: A New Assessment. Frederick Unger. ISBN 0-8044-2206-0.
- Gelb, Arthur & Barbara. (2000). O'Neill: Life with Monte Christo. Applause/Penguin Putnam. ISBN 0-399-14912-0.
- Wainscott, Ronald H. (1988). Staging O'Neill: The Experimental Years. Yale University Press. ISBN 0-300-04152-7.
- Winther, Sophus Keith. (1934). Eugene O'Neill: A Critical Study. Random House.
- Hunningher, B. Liefde en dood in het drama van O'Neill in: Kruistocht op Broadway, Den Haag, 1963
- Koning, David Eugene O'Neill, Hasselt: Heideland, 1964